# Collabium chloranthum
Collabium chloranthum är en orkidéart som först beskrevs av François Gagnepain, och fick sitt nu gällande namn av Gunnar Seidenfaden. Collabium chloranthum ingår i släktet Collabium, och familjen orkidéer. Inga underarter finns listade i Catalogue of Life.